# Arcidiocesi di Bologna

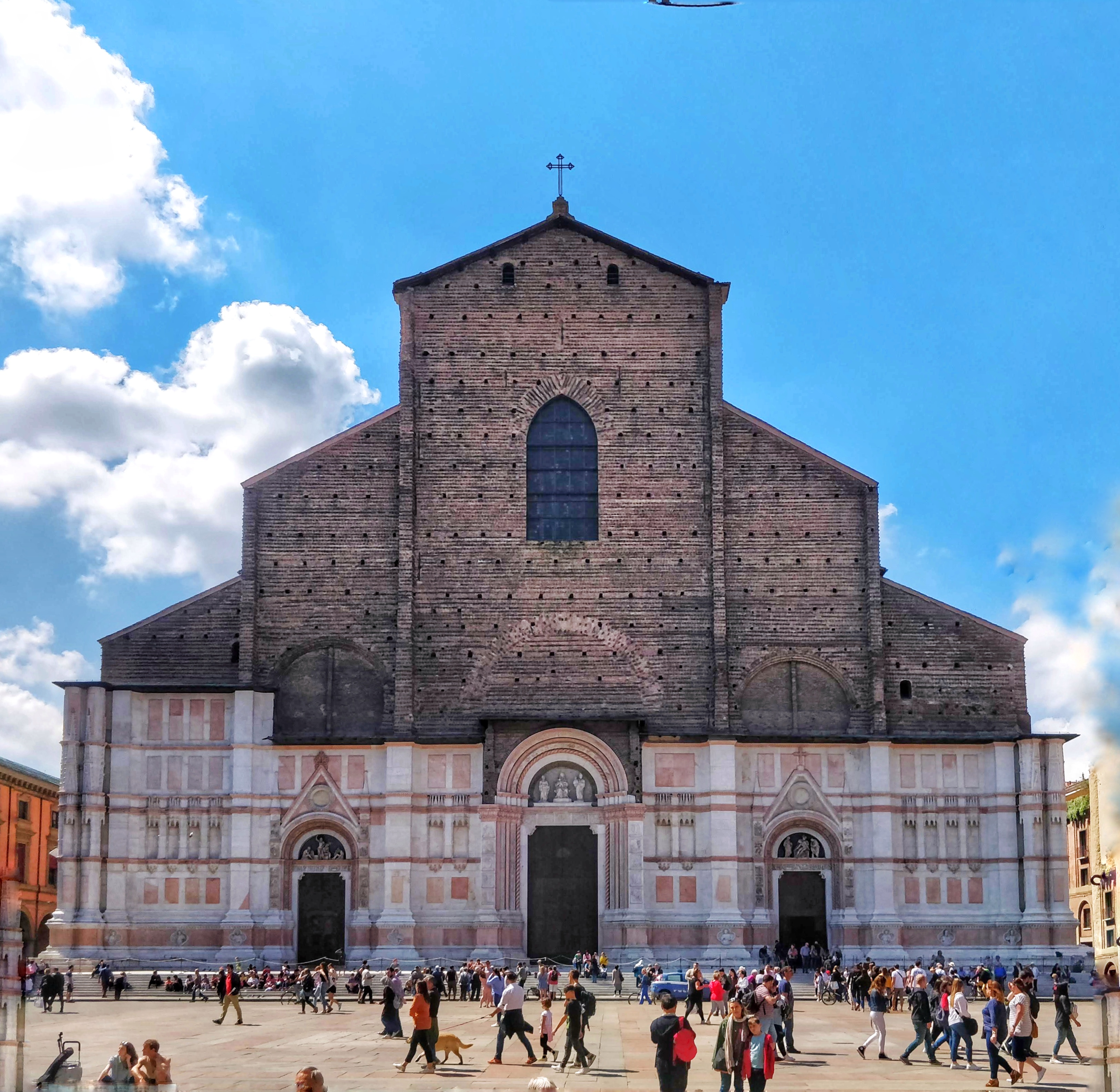
La basilica di San Petronio, una delle più grandi chiese del mondo.

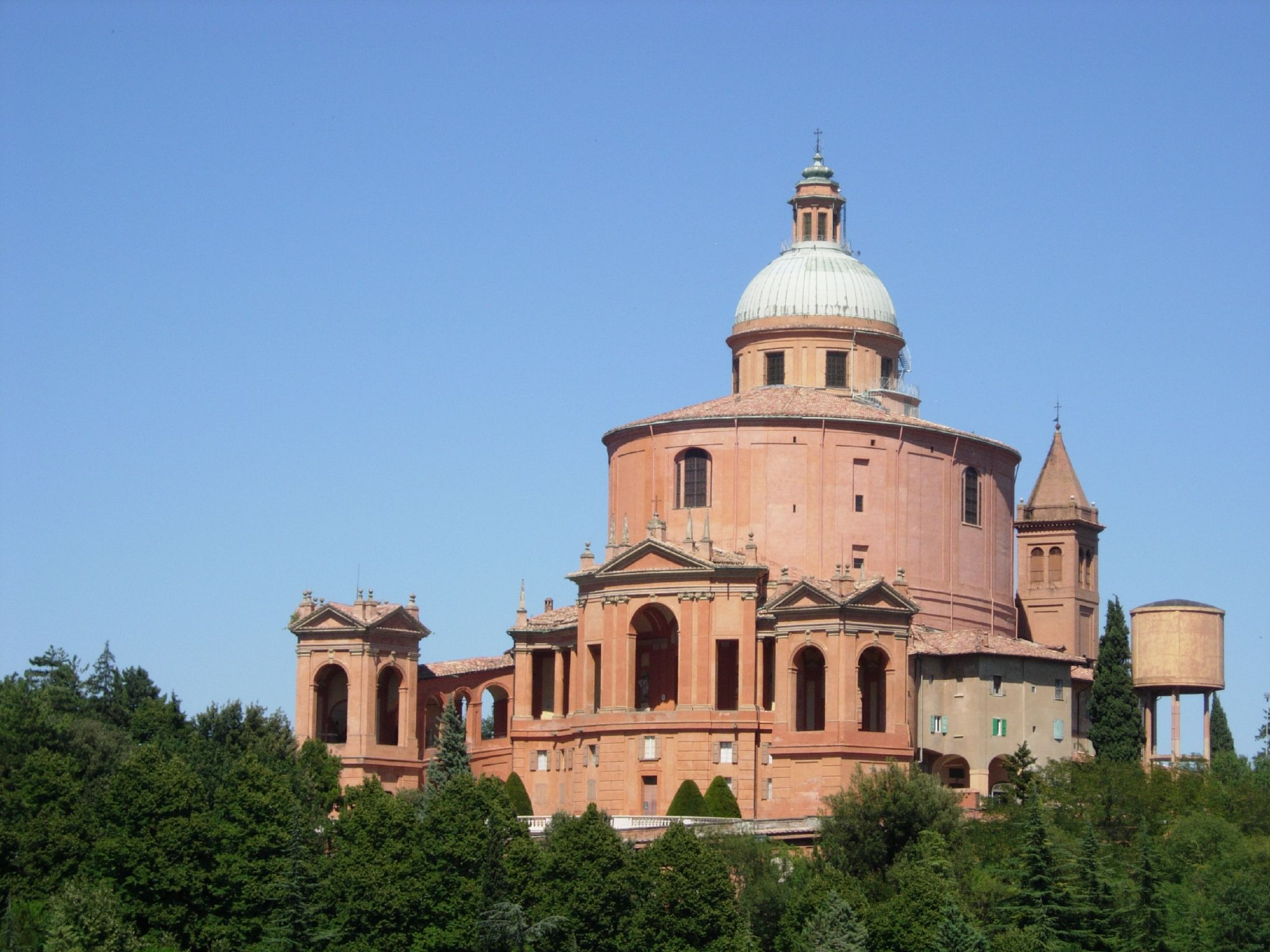
Il santuario della Madonna di San Luca.

L'arcidiocesi di Bologna (in latino Archidioecesis Bononiensis) è una sede metropolitana della Chiesa cattolica in Italia appartenente alla regione ecclesiastica Emilia-Romagna. Nel 2023 contava 942.613 battezzati su 1.006.805 abitanti. È retta dall'arcivescovo cardinale Matteo Maria Zuppi.

## Territorio
L'arcidiocesi comprende comuni in 3 province dell'Emilia-Romagna:
- nella città metropolitana di Bologna i comuni di: Bologna, Monte San Pietro, Monghidoro, Lizzano in Belvedere, Zola Predosa, Monterenzio, Casalecchio di Reno, Alto Reno Terme, Monzuno, San Benedetto Val di Sambro, Castel San Pietro Terme, San Giovanni in Persiceto, Bentivoglio, San Lazzaro di Savena, San Pietro in Casale, Castenaso, Granarolo dell'Emilia, Castel Maggiore, Sasso Marconi, Grizzana Morandi, Pianoro, Malalbergo, Medicina, Vergato, Castel Guelfo di Bologna, Casalfiumanese[1], Gaggio Montano, Sala Bolognese, Castel di Casio, Ozzano dell'Emilia, Molinella, Camugnano, Calderara di Reno, Baricella, Castiglione dei Pepoli, Crevalcore, Castel d'Aiano, Minerbio, Loiano, Marzabotto, Budrio, Castello d'Argile, Anzola dell'Emilia, Pieve di Cento, Argelato, Galliera, Sant'Agata Bolognese, San Giorgio di Piano, Valsamoggia;
- in provincia di Ferrara i comuni di: Cento, Poggio Renatico[2] e Terre del Reno;
- in provincia di Modena il comune di Castelfranco Emilia.

Sede arcivescovile è la città di Bologna, dove si trova la cattedrale di San Pietro.
La sola città di Bologna conserva 124 chiese, di cui 93 parrocchiali.
In tutta l'arcidiocesi 25 chiese hanno funzione di santuario (13 nella città). Oltre al capitolo della cattedrale metropolitana, possiedono un capitolo canonicale le collegiate di: San Petronio vescovo, Santa Maria Maggiore nella basilica dei Santi Bartolomeo e Gaetano, San Giovanni Battista in Persiceto (nella cittadina omonima), Santa Maria Maggiore (a Pieve di Cento), San Biagio (a Cento).

### Parrocchie e vicariati
Il territorio si estende su 3.549 km² ed è suddiviso in 405 parrocchie, raggruppate in 12 vicariati: Alta valle del Reno, Bologna Centro, Bologna Nord, Bologna Ovest, Bologna Sud Est, Budrio-Castel San Pietro Terme, Cento, Galliera, Persiceto-Castelfranco, San Lazzaro-Castenaso, Setta-Savena-Sambro, Valli del Reno-Lavino-Samoggia. Ogni vicariato è diviso in più zone pastorali, per un totale di 50 zone per tutta l'arcidiocesi.

### Basiliche
- Basilica di San Petronio
- Basilica di San Domenico
- Basilica di San Francesco
- Basilica di San Giacomo Maggiore
- Basilica di Santa Maria dei Servi
- Basilica di Santa Maria Maggiore
- Basilica di San Martino
- Basilica di San Paolo Maggiore
- Basilica di Santo Stefano
- Basilica di Sant'Antonio di Padova
- Basilica di San Biagio (Cento)

### Santuari
- Santuario della Madonna della Pioggia
- Santuario di Santa Maria della Vita
- Santuario di Santa Maria della Visitazione al Ponte delle Lame
- Santuario della Madonna di Galliera
- Santuario del Corpus Domini (detto "della Santa")
- Santuario del Santissimo Crocifisso del Cestello
- Santuario della Madonna di San Luca
- Santuario della Madonna del Monte delle Formiche a Pianoro
- Santuario della Madonna dell'Acero a Lizzano in Belvedere
- Santuario della Madonna del Ponte a Porretta Terme
- Santuario della Beata Vergine del Poggio di Castel San Pietro Terme
- Santuario del Santissimo Crocifisso di Castel San Pietro Terme
- Santuario Gesù Divina Misericordia di Gherghenzano
- Santuario della Beata Vergine del Sasso a Sasso Marconi
- Santuario della Madonna di Riviera a Casalfiumanese
- Santuario della Beata Vergine del Carmine a Bazzano
- Santuario della Beata Vergine della Consolazione di Montovolo
- Santuario della Beata Vergine di Passavia a Crespellano
- Santuario di Santa Clelia Barbieri a Le Budrie di San Giovanni in Persiceto
- Santuario della Madonna del Pilar a Castenaso
- Santuario della Beata Vergine di Croce Martina a Rodiano, Savigno
- Santuario della Madonna della Rocca a Cento (FE)
- Santuario della Beata Vergine delle Grazie di Boccadirio a Castiglione dei Pepoli

### Provincia ecclesiastica
La provincia ecclesiastica di Bologna comprende le seguenti diocesi suffraganee:
- diocesi di Faenza-Modigliana
- arcidiocesi di Ferrara-Comacchio
- diocesi di Imola

## Storia
Si hanno notizie sulle vicende della prima comunità cristiana a Bologna alla fine del III secolo con il martirio di tre dei suoi membri: Procolo, Vitale e Agricola.
È incerta la data di erezione della sede vescovile, ma generalmente viene fatta risalire al III secolo o all'inizio del IV secolo quando troviamo notizia del primo vescovo certo, Zama. Bologna è una delle poche diocesi italiane di cui si conserva un catalogo di vescovi, fino al XIII secolo, derivato dai dittici diocesani, dunque degno di fede: tuttavia, per i primi sette secoli, sono pochi i vescovi del catalogo documentati e confermati anche da altre fonti storiche.
Dal IV secolo Bologna fu diocesi suffraganea di Milano. Verso la fine del V secolo entrò a far parte della provincia ecclesiastica dell'arcidiocesi di Ravenna.
Nelle lotte fra Impero e Papato durante i secoli XI e XII e negli anni del dominio di Federico Barbarossa Bologna si mantenne fedele al Pontefice, anche se spesso l'imperatore riuscì a opporre vescovi scismatici ai vescovi legittimi.
Nel 1088 fu istituita l'Università, che forse trasse origine da precedenti scuole vescovili e capitolari. L'esame finale e il conferimento della laurea si svolgevano nella cattedrale sin dall'inizio del XIII secolo e fino al XVIII secolo molte cattedre dell'Università furono affidate al clero.
Nel 1106 divenne immediatamente soggetta alla Santa Sede, ma il 7 agosto 1118 un diploma pontificio assegnò nuovamente la sede come suffraganea dell'arcidiocesi di Ravenna.
Nel 1131 fu concluso un accordo con l'abbazia di Nonantola, che era stata sciolta dalla dipendenza dalla diocesi di Modena ed era desiderosa di separarsene. Secondo l'accordo i monaci di Nonantola si sarebbero rivolti in via esclusiva ai vescovi di Bologna per gli oli santi e le consacrazioni.
Nel 1223 nella notte di Natale un forte terremoto distrusse le volte della cattedrale.
Nel 1306 Bologna prese le armi contro il legato apostolico cardinale Napoleone Orsini; fu pertanto colpita dalla scomunica e dall'interdetto. Fu chiusa l'università e i professori si trasferirono a Padova. L'anno successivo i bolognesi fecero ammenda e ottennero la remissione dell'interdetto e la riapertura dell'università.
Il 17 maggio 1567 fu istituito il seminario diocesano, nel quadro di un rinnovamento della diocesi operato dal cardinale Gabriele Paleotti, secondo i decreti del Concilio di Trento.
Il 10 dicembre 1582, il bolognese papa Gregorio XIII con la bolla Universi orbis la elevò al rango di arcidiocesi metropolitana, assegnandole come diocesi suffraganee Modena, Reggio, Parma, Piacenza, Imola, Cervia e Crema. L'opposizione del metropolita di Ravenna costrinse papa Clemente VIII, il 14 dicembre 1604, a confermare la decisione di Gregorio XIII; tuttavia la provincia ecclesiastica bolognese perse Imola e Cervia, passate nuovamente a Ravenna, mentre acquisì Borgo San Donnino (oggi Fidenza).
Nel XVII secolo crebbero gli istituti di carità, si pose mano al rifacimento degli edifici di culto e furono intensificate le pratiche religiose.
Nel 1723 fu iniziata la costruzione del Santuario della Madonna di San Luca, che fu consacrato nel 1765. Lungo tutto il secolo allo spirito illuministico fu opposto un rinnovato zelo pastorale, i cui cardini erano le opere di carità e il catechismo.
Nel 1796 i francesi introdussero in città un nuovo ordine politico, avverso alla religione. In particolare, furono soppressi gli ordini religiosi; le confraternite e le opere di carità e assistenza furono laicizzate, estromettendone gli ecclesiastici.
Una nuova ondata di spirito anticlericale colpì la diocesi dopo l'annessione al Regno di Sardegna nel 1859: fu assalito il Congresso cattolico di Bologna del 9 ottobre 1876; fino al 1882 gli arcivescovi furono impediti a risiedere nel palazzo arcivescovile e costretti a risiedere in seminario. La diocesi rispose intensificando le opere educative e assistenziali.
Dal 7 all'11 settembre 1927 Bologna ospitò il nono Congresso eucaristico nazionale italiano, a cui intervenne come legato pontificio il cardinale Tommaso Pio Boggiani.
Durante la seconda guerra mondiale il cardinale Giovanni Battista Nasalli Rocca di Corneliano prestò soccorso alla popolazione e mise in salvo alcuni condannati a morte.
Gli anni del Concilio Vaticano II sono segnati dalla presenza a Bologna del cardinal Giacomo Lercaro, uno dei protagonisti dello stesso Concilio, che nella sua sede diede impulso alla riforma liturgica e sostenne il ruolo dei cattolici in politica.
Domenica 18 aprile 1982 il cardinal Antonio Poma accolse, in visita pastorale, papa Giovanni Paolo II.
Ritornò in visita all'arcidiocesi il 27 e il 28 settembre 1997 a conclusione del XXIII Congresso Eucaristico Nazionale, accolto dal cardinal Giacomo Biffi; in questa occasione si tenne un grande concerto, in cui si esibirono Bob Dylan, Lucio Dalla, Gianni Morandi e tanti altri artisti.
Nel 1989 l'arcivescovo cardinale Giacomo Biffi, il cui episcopato si distinse per la ricchezza teologica e dottrinale, fece nascere l'iniziativa oratoriale "Estate Ragazzi", diffusasi poi in tutta l'Emilia-Romagna, nonché in parte di Lombardia e Sicilia.
Dal 20 al 28 settembre 1997 Bologna tornò a essere sede del Congresso eucaristico nazionale italiano, per la XXIII edizione. Intervenne come legato pontificio il cardinale Camillo Ruini.
Domenica 1º ottobre 2017 l'arcivescovo Matteo Maria Zuppi accolse papa Francesco in visita pastorale a Bologna per la conclusione del congresso eucaristico diocesano.
A partire dal 1º settembre 2018 le parrocchie sono raggruppate all'interno di 50 zone pastorali. Ogni zona è formata da alcune parrocchie vicine per territorio e situazione pastorale, è retta da un presbitero moderatore (designato dal vescovo ogni 3 anni) e da un'assemblea zonale (formata dai parroci della zona pastorale, dai religiosi del luogo, membri di movimenti, associazioni del luogo e dai laici di ogni parrocchia) e ha il compito di promuovere e coordinare l'attività pastorale comune (catechesi; liturgia; pastorale giovanile; attività della Caritas).
Sei arcivescovi o vescovi della Chiesa bolognese furono eletti Sommi Pontefici (Innocenzo VII, Niccolò V, Giulio II, Gregorio XV, Benedetto XIV, Benedetto XV), mentre altri cinque pontefici (oltre Gregorio XV e Benedetto XIV) sono nati da famiglie bolognesi (Onorio II, Lucio II, Gregorio XIII, Innocenzo IX e san Pio V).

## Cronotassi dei vescovi
Si omettono i periodi di sede vacante non superiori ai 2 anni o non storicamente accertati.
- San Zama † (IV secolo)
- San Faustino o Faustiniano † (menzionato nel 342/344)[8]
- Domiziano †
- Gioviano †[9]
- Sant'Eusebio † (circa 370 - dopo il 381)
- Eustasio † (prima del 390 ? - dopo il 397 ?)
- San Felice † (dopo il 397 - circa 431 deceduto)
- San Petronio † (circa 431 - circa 450 deceduto)
- Marcello †
- San Parteniano †
- Giuliano I †
- Geronzio †
- San Teodoro I †
- Lussorio †
- San Tertulliano †
- San Giocondo † (menzionato nel 496)
- Teodoro II †
- Clemente †
- Pietro I †
- Germano †
- Costantino †
- Giuliano II †
- Adeodato †
- Giustiniano †
- Luminoso † (menzionato nel 649)
- Donno †
- Vittore I † (menzionato nel 680)
- Eliseo †
- Gaudenzio †
- Clausino † (circa 731)
- Barbato † (prima del 736 - dopo il 744)
- Romano † (prima del 752 - dopo il 756)
- Pietro II † (menzionato nel 786)
- Vitale † (menzionato nell'801)
- Martino I †
- Teodoro III † (prima dell'814 - 825)
- Cristoforo † (menzionato nell'827)
- Martino II †
- Pietro III †
- Orso †
- Giovanni I † (prima dell'880 - dopo l'881)
- Severo † (prima dell'884 - dopo l'898)
  - Maimberto † (vescovo illegittimo)
- Pietro IV † (? - 905 deceduto)
- Giovanni II †
- Alberto † (prima del 955 - 983)
- Giovanni III † (prima del 997 - 1017 deceduto)
- Frogerio † (circa 1017 - circa 1028/1029|29 dimesso)[10]
- Adalfredo † (prima di giugno 1030 - circa 1061 deceduto)[11]
- Lamberto † (prima del 1062 - dopo il 1074)
- Gerardo I † (1079 - dopo il 1089)
  - Sigifredo † (? - 1085 deceduto) (vescovo illegittimo)
- Bernardo † (prima del 1096 - 15 aprile 1104 deceduto)[12]
  - Pietro † (vescovo illegittimo)
- Vittore II † (1105 - 1129 deceduto)
- Enrico I † (prima del 13 aprile 1130 - 19 luglio o 7 ottobre 1145 deceduto)[13]
- Gerardo Grassi † (prima del 1148 - 8 agosto 1165 deceduto)
  - Samuele † (vescovo illegittimo)
- Giovanni IV † (prima del 1169 - 15 gennaio 1187 deceduto)
- Gerardo di Gisla † (prima del 25 maggio 1187 - 7 novembre 1198 deceduto)[14]
- Gerardo Ariosti † (1198 - novembre 1213 dimesso)
- Enrico della Fratta † (25 novembre 1213 - 1240 dimesso)
  - Ottaviano degli Ubaldini † (12 giugno 1240 - 1244 dimesso) (amministratore apostolico)
- Giacomo Boncambi, O.P. † (31 maggio 1244 - ottobre 1260 deceduto)
- Ottaviano II degli Ubaldini † (1260 - 14 settembre 1295 deceduto)
- Schiatta degli Ubaldini † (1295 - 1298 deceduto)
- Giovanni Savelli, O.P. † (10 gennaio 1299 - 9 luglio 1302 deceduto)[15]
- Uberto Avvocati † (19 settembre 1302 - circa metà maggio 1322 deceduto)[16]
- Arnaldo Sabatier di Cahors † (5 giugno 1322 - 1º ottobre 1330 nominato vescovo di Riez)
- Stefano Agonet † (1º ottobre 1330 - 1332 deceduto)
- Bertrando de Fumel † (5 giugno 1332 - 15 marzo 1339 nominato vescovo di Nevers)
- Beltramino Parravicini † (6 novembre 1340 - 1350 deceduto)
- Giovanni di Naso, O.P. † (13 ottobre 1350 - 3 agosto 1361 deceduto)
- Almerico Cathy † (18 agosto 1361 - 18 luglio 1371 nominato vescovo di Limoges)
- Bernardo de Bonnevalle † (18 luglio 1371 - 1378 deposto)
  - Filippo Carafa † (28 settembre 1378 - 22 maggio 1389 deceduto) (amministratore apostolico)
  - Cosimo de' Migliorati † (19 giugno 1389 - 1390 dimesso, poi eletto papa con il nome di Innocenzo VII) (vescovo eletto)
  - Rolando da Imola, O.P. † (menzionato il 27 aprile 1390) (vescovo eletto)
- Bartolomeo Raimondi, O.S.B. † (26 settembre 1392 - 14 giugno 1406 deceduto)
  - Antonio Correr, C.R.S.G.A. † (31 marzo 1407 - 2 novembre 1412 deposto) (vescovo eletto)
- Giovanni di Michele, O.S.B. † (2 novembre 1412 - 3 gennaio 1417 deceduto)
- Beato Niccolò Albergati, O.Cart. † (4 gennaio 1417 eletto[17] - 9 maggio 1443 deceduto)
  - Ludovico Scarampi Mezzarota † (dopo il 9 maggio 1443 - 1444 dimesso) (amministratore apostolico)
  - Nicolò Zanolini, C.R.L. † (1444 - 18 maggio 1444 deceduto) (vescovo eletto)
- Tomaso Parentucelli † (27 novembre 1444 - 6 marzo 1447 eletto papa con il nome di Niccolò V)
- Giovanni del Poggio † (22 marzo 1447 - 13 dicembre 1447 deceduto)
- Filippo Calandrini † (18 dicembre 1447 - 18 luglio 1476 deceduto)
  - Francesco Gonzaga † (26 luglio 1476 - 21 ottobre 1483 deceduto) (amministratore apostolico)
- Giuliano della Rovere † (3 novembre 1483 - 24 gennaio 1502 nominato vescovo di Vercelli, poi eletto papa con il nome di Giulio II)
- Giovanni Stefano Ferrero † (24 gennaio 1502 - 5 ottobre 1510 deceduto)
  - Francesco Alidosi † (18 ottobre 1510 - 24 maggio 1511 deceduto) (amministratore apostolico)
- Achille Grassi † (30 maggio 1511 - prima dell'8 gennaio 1518 dimesso)
- Giulio de' Medici † (8 gennaio 1518 - prima del 3 marzo 1518 dimesso)
  - Achille Grassi † (3 marzo 1518 - 22 novembre 1523 deceduto) (amministratore apostolico)
- Lorenzo Campeggi † (2 dicembre 1523 - 20 dicembre 1525 dimesso)
  - Andrea della Valle † (20 dicembre 1525 - 19 marzo 1526 dimesso) (amministratore apostolico)
- Alessandro Campeggi † (19 marzo 1526 - 6 marzo 1553 dimesso)
- Giovanni Campeggi † (6 marzo 1553 - 17 settembre 1563 deceduto)
  - Ranuccio Farnese † (28 aprile 1564 - 19 ottobre 1565 deceduto) (amministratore apostolico)
- Gabriele Paleotti † (30 gennaio 1566 - 23 luglio 1597 deceduto)
- Alfonso Paleotti † (23 luglio 1597 succeduto - 18 ottobre 1610 deceduto)
- Scipione Caffarelli-Borghese † (25 ottobre 1610 - 1612 dimesso)
- Alessandro Ludovisi † (2 aprile 1612 - 9 febbraio 1621 eletto papa con il nome di Gregorio XV)
- Ludovico Ludovisi † (27 marzo 1621 - 18 novembre 1632 deceduto)
- Girolamo Colonna † (24 novembre 1632 - 1645 dimesso)
- Niccolò Albergati-Ludovisi † (6 febbraio 1645 - 11 dicembre 1651 dimesso)
- Girolamo Boncompagni † (11 dicembre 1651 - 24 gennaio 1684 deceduto)
- Angelo Maria Ranuzzi † (17 maggio 1688 - 27 settembre 1689 deceduto)
- Giacomo Boncompagni † (17 aprile 1690 - 24 marzo 1731 deceduto)
- Prospero Lambertini † (30 aprile 1731 - 17 agosto 1740 eletto papa con il nome di Benedetto XIV)[18]
- Vincenzo Malvezzi Bonfioli † (14 gennaio 1754 - 3 dicembre 1775 deceduto)
- Andrea Gioannetti, O.S.B.Cam. † (15 dicembre 1777 - 8 aprile 1800 deceduto)
  - Sede vacante (1800-1802)
- Carlo Oppizzoni † (20 settembre 1802 - 13 aprile 1855 deceduto)
- Michele Viale Prelà † (28 settembre 1855 - 15 maggio 1860 deceduto)
  - Sede vacante (1860-1863)
  - Filippo Maria Guidi, O.P. † (21 dicembre 1863 - 12 novembre 1871 dimesso[19]) (arcivescovo eletto)
- Carlo Luigi Morichini † (24 novembre 1871 - 12 marzo 1877 nominato vescovo di Albano)
- Lucido Maria Parocchi † (12 marzo 1877 - 28 giugno 1882 dimesso)
- Francesco Battaglini † (3 luglio 1882 - 8 luglio 1892 deceduto)
  - Serafino Vannutelli † (16 gennaio 1893 - 12 giugno 1893 nominato vescovo di Frascati) (arcivescovo eletto)
- Domenico Svampa † (21 maggio 1894 - 10 agosto 1907 deceduto)
- Giacomo della Chiesa † (18 dicembre 1907 - 3 settembre 1914 eletto papa con il nome di Benedetto XV)
- Giorgio Gusmini † (8 settembre 1914 - 24 agosto 1921 deceduto)
- Giovanni Battista Nasalli Rocca di Corneliano † (21 novembre 1921 - 13 marzo 1952 deceduto)
- Giacomo Lercaro † (19 aprile 1952 - 12 febbraio 1968 ritirato)
- Antonio Poma † (12 febbraio 1968 succeduto - 11 febbraio 1983 dimesso)
- Enrico Manfredini † (18 marzo 1983 - 16 dicembre 1983 deceduto)
- Giacomo Biffi † (19 aprile 1984 - 16 dicembre 2003 ritirato)
- Carlo Caffarra † (16 dicembre 2003 - 27 ottobre 2015 ritirato)
- Matteo Maria Zuppi, dal 27 ottobre 2015

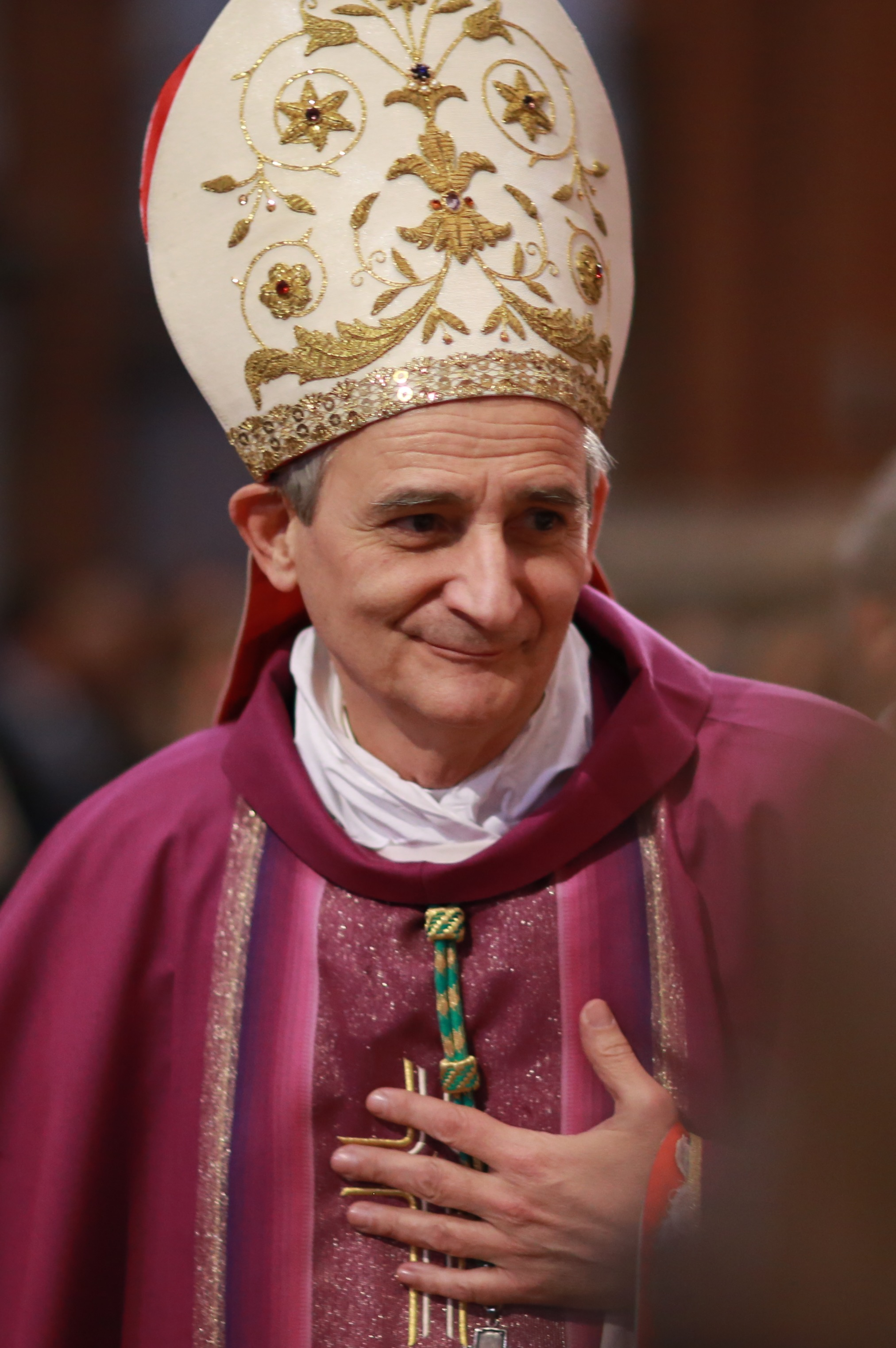
Il cardinale Matteo Maria Zuppi, arcivescovo di Bologna dal 2015

## Prelati oriundi dell'arcidiocesi
- Alessandro Scappi (Bologna, 1571 circa - 20 giugno 1650), vescovo di Campagna e Satriano, nunzio apostolico in Svizzera, vescovo di Piacenza
- Papa Benedetto XIV (Bologna, 31 marzo 1675 - Roma, 3 maggio 1758)
- Antonio Lamberto Rusconi (Cento, 19 giugno 1743 - Imola, 1º agosto 1825), vescovo di Imola, cardinale presbitero dei Santi Giovanni e Paolo
- Giuseppe Alberghini (Cento, 13 settembre 1770 - Roma, 30 settembre 1847), vicedecano della Camera Apostolica, assessore della Congregazione della Romana e Universale Inquisizione e cardinale presbitero di Santa Prisca
- Giovanni Pranzini (Castel San Pietro Terme, 4 dicembre 1875 - Carpi, 22 giugno 1935), vescovo titolare di Diocesarea di Palestina e ausiliare di Bologna, vescovo di Carpi
- Marcello Mimmi (Castel San Pietro Terme, 18 luglio 1882 - Roma, 6 marzo 1961), vescovo di Crema, arcivescovo metropolita di Bari e Canosa e di Napoli, cardinale presbitero di San Callisto, segretario della Congregazione Concistoriale, presidente della Pontificia Commissione per l'America Latina, presidente della Commissione Cardinalizia per il Santuario di Pompei e cardinale vescovo di Sabina e Poggio Mirteto
- Egano Righi-Lambertini (Casalecchio di Reno, 22 febbraio 1906 - Roma, 4 ottobre 2000), delegato apostolico in Corea, arcivescovo titolare di Doclea, nunzio apostolico in Libano, in Cile, in Italia, in Francia, cardinale diacono di San Giovanni Bosco in via Tuscolana e cardinale presbitero di Santa Maria in Via
- Danio Bolognini (San Giovanni in Persiceto, 27 ottobre 1901 - Cremona, 2 dicembre 1972), vescovo titolare di Sidone e vescovo ausiliare di Bologna, vescovo di Cremona
- Agostino Baroni (San Giorgio di Piano, 5 ottobre 1906 - Khartum, 10 novembre 2001), arcivescovo metropolita di Khartoum
- Gilberto Baroni (Gherghenzano, 15 aprile 1913 - Bologna, 14 marzo 1999), vescovo titolare di Tagaste e ausiliare di Bologna, vescovo di Albenga, vescovo di Reggio Emilia, vescovo di Guastalla, vescovo di Reggio Emilia-Guastalla
- Luigi Dardani (Medicina, 25 febbraio 1915 - Imola, 18 dicembre 1999), vescovo titolare di Ravello e ausiliare di Bologna, vescovo di Imola
- Vincenzo Zarri (Bologna, 23 ottobre 1929), vescovo emerito di Forlì-Bertinoro
- Benito Cocchi (Bologna, 5 novembre 1934 - Bologna, 5 maggio 2016), vescovo titolare di Zarai e ausiliare di Bologna, vescovo di Parma, arcivescovo-abate di Modena-Nonantola, presidente della Caritas italiana
- Ernesto Vecchi (San Matteo della Decima 4 gennaio 1936 - Bologna, 28 maggio 2022), vescovo titolare di Lemellefa e ausiliare di Bologna, amministratore apostolico di Terni-Narni-Amelia
- Elio Tinti (Bologna, 14 agosto 1936 - Bologna, 24 settembre 2024), vescovo di Carpi
- Claudio Stagni (Medicina, 9 giugno 1939), vescovo emerito di Faenza-Modigliana
- Mauro Gambetti, O.F.M.Conv. (Castel San Pietro Terme, 27 ottobre 1965), cardinale diacono del Santissimo Nome di Maria al Foro Traiano, vicario generale di Sua Santità per la Città del Vaticano e per le ville pontificie di Castel Gandolfo, arciprete della basilica di San Pietro in Vaticano e presidente della Fabbrica di San Pietro

## Santi e beati dell'arcidiocesi
I patroni principali sono San Petronio e la Madonna di San Luca.
- San Petronio, vescovo (4 ottobre) (solennità)
- San Domenico, sacerdote (4 agosto) (festa)
- San Zama, protovescovo (28 settembre) (festa)
- Santa Caterina de' Vigri, vergine (9 marzo) (memoria)
- Santa Clelia Barbieri, vergine (13 luglio) (memoria)
- Sant'Elia Facchini, martire (9 luglio) (memoria)
- Sant'Eusebio[20], vescovo (26 settembre)
- San Faustiniano[20], vescovo (26 febbraio) (memoria)
- San Felice, vescovo (3 ottobre) (memoria)
- San Giocondo[20], vescovo (14 novembre) (memoria)
- San Guarino, vescovo (7 febbraio) (memoria)
- San Paterniano[20], vescovo (12 luglio) (memoria)
- San Procolo, martire (1º giugno) (memoria)
- San Teodoro[20], vescovo (11 maggio) (memoria)
- San Tertulliano[20], vescovo (18 aprile) (memoria)
- Santi Vitale e Agricola, protomartiri (4 novembre) (memoria)

## Istituti religiosi presenti in arcidiocesi
Istituti religiosi maschili
Nel 2013, contavano case in arcidiocesi le seguenti comunità religiose maschili:
- Canonici regolari della Congregazione del Santissimo Salvatore lateranense
- Carmelitani scalzi
- Chierici regolari di San Paolo
- Chierici regolari ministri degli infermi
- Compagnia di Gesù
- Comunità di San Giovanni
- Confederazione dell'oratorio di San Filippo Neri
- Congregazione della missione
- Congregazione della Passione di Gesù Cristo
- Congregazione olivetana
- Fratelli di San Francesco
- Fraternità sacerdotale dei missionari di San Carlo Borromeo
- Frati francescani dell'Immacolata
- Istituto Id di Cristo Redentore

- Missionari comboniani del Cuore di Gesù
- Missionari oblati di Maria Immacolata
- Ordine dei frati minori
- Ordine dei frati minori cappuccini
- Ordine dei frati minori conventuali
- Ordine dei frati predicatori
- Ordine della Beata Vergine del Monte Carmelo
- Ordine di Sant'Agostino
- Piccola missione per i sordomuti
- Piccola opera della Divina Provvidenza
- Poveri servi della Divina Provvidenza
- Sacerdoti del Sacro Cuore di Gesù
- Società salesiana di San Giovanni Bosco

Istituti religiosi femminili
Nel 2013, contavano case in arcidiocesi le seguenti comunità religiose femminili:
- Agostiniane
- Ancelle Adoratrici del Santissimo Sacramento
- Ancelle del Sacro Cuore di Gesù
- Ancelle del Sacro Cuore di Gesù Agonizzante
- Ancelle del Sacro Cuore di Gesù di San Giuseppe
- Ancelle della Visitazione
- Carmelitane scalze
- Clarisse
- Clarisse Cappuccine
- Figlie del Divino Amore
- Figlie della Carità
- Figlie della carità di San Vincenzo de' Paoli
- Figlie di Maria Ausiliatrice
- Figlie di Sant'Anna
- Figlie di Santa Maria di Leuca
- Francescane adoratrici, di Riccione
- Istituto Id di Cristo Redentore
- Maestre Pie dell'Addolorata
- Mantellate serve di Maria
- Missionarie della carità
- Missionarie della fanciullezza
- Missionarie di Gesù Ostia
- Pia società figlie di San Paolo
- Piccole apostole del Sacro Cuore
- Piccole figlie di San Giovanni Gualberto
- Piccole sorelle dei poveri
- Piccole suore della Sacra Famiglia

- Piccole suore di Santa Teresa del Bambin Gesù
- Pie discepole del Divin Maestro
- Sorelle dei poveri di Santa Caterina da Siena
- Sorelle dell'Immacolata
- Suore carmelitane delle Grazie
- Suore clarisse francescane missionarie del Santissimo Sacramento
- Suore della carità di Santa Giovanna Antida Thouret
- Suore della piccola missione per i sordomuti
- Suore della Sacra Famiglia di Bergamo
- Suore della Sacra Famiglia di Thrissur
- Suore di carità dell'Immacolata Concezione
- Suore di Nostra Signora della Carità del Buon Pastore
- Suore di San Giuseppe di Torino
- Suore di Sant'Anna di Tiruchirappalli
- Suore di Santa Dorotea della Frassinetti
- Suore di Santa Marcellina
- Suore domenicane della Beata Imelda
- Suore domenicane di Santa Caterina da Siena
- Suore francescane dell'Immacolata Concezione
- Suore minime dell'Addolorata
- Suore missionarie di Cristo Re per gli emigrati polacchi
- Suore missionarie di San Carlo Borromeo
- Suore orsoline di Maria Vergine Immacolata
- Suore serve di Maria di Galeazza
- Suore serve di Maria Santissima Addolorata
- Unione di Santa Caterina da Siena delle Missionarie della Scuola
- Visitandine
- Visitandine dell'Immacolata

## Statistiche
L'arcidiocesi nel 2023 su una popolazione di 1.006.805 persone contava 942.613 battezzati, corrispondenti al 93,6% del totale.
| anno | popolazione | popolazione | popolazione | presbiteri | presbiteri | presbiteri | presbiteri                | diaconi | religiosi | religiosi | parrocchie |
| anno | battezzati  | totale      | %           | numero     | secolari   | regolari   | battezzati per presbitero | diaconi | uomini    | donne     | parrocchie |
| ---- | ----------- | ----------- | ----------- | ---------- | ---------- | ---------- | ------------------------- | ------- | --------- | --------- | ---------- |
| 1917 | ?           | 565.489     | ?           | 956        | 837        | 119        | ?                         | ?       | ?         | ?         | 389        |
| 1949 | 685.000     | 691.479     | 99,1        | 760        | 565        | 195        | 901                       |         | 215       | 1.263     | 428        |
| 1958 | 782.232     | 785.291     | 99,6        | 848        | 508        | 340        | 922                       |         | 500       | 1.970     | 443        |
| 1969 | 929.436     | 929.486     | 100,0       | 913        | 549        | 364        | 1.018                     |         | 456       | 2.229     | 380        |
| 1980 | 977.000     | 1.002.000   | 97,5        | 870        | 495        | 375        | 1.122                     |         | 526       | 1.980     | 447        |
| 1990 | 927.874     | 936.699     | 99,1        | 787        | 454        | 333        | 1.179                     | 22      | 443       | 1.453     | 413        |
| 1999 | 913.766     | 925.146     | 98,8        | 747        | 460        | 287        | 1.223                     | 66      | 433       | 1.190     | 417        |
| 2000 | 914.926     | 929.534     | 98,4        | 741        | 448        | 293        | 1.234                     | 69      | 409       | 1.138     | 417        |
| 2001 | 913.458     | 929.104     | 98,3        | 743        | 444        | 299        | 1.229                     | 70      | 419       | 1.106     | 417        |
| 2002 | 919.135     | 937.808     | 98,0        | 743        | 444        | 299        | 1.237                     | 76      | 398       | 1.023     | 416        |
| 2003 | 926.771     | 946.432     | 97,9        | 747        | 435        | 312        | 1.240                     | 81      | 367       | 1.038     | 416        |
| 2004 | 925.155     | 948.805     | 97,5        | 719        | 427        | 292        | 1.286                     | 86      | 374       | 1.035     | 416        |
| 2006 | 936.093     | 964.733     | 97,0        | 686        | 431        | 255        | 1.364                     | 99      | 338       | 991       | 414        |
| 2012 | 949.567     | 995.638     | 95,4        | 608        | 389        | 219        | 1.561                     | 123     | 275       | 868       | 412        |
| 2015 | 947.332     | 1.000.043   | 94,7        | 577        | 366        | 211        | 1.641                     | 140     | 263       | 787       | 412        |
| 2018 | 943.957     | 999.070     | 94,5        | 532        | 342        | 190        | 1.774                     | 153     | 247       | 689       | 410        |
| 2020 | 944.470     | 1.001.479   | 94,3        | 519        | 338        | 181        | 1.819                     | 151     | 254       | 676       | 410        |
| 2022 | 946.988     | 1.005.536   | 94,2        | 511        | 314        | 197        | 1.853                     | 154     | 265       | 514       | 410        |
| 2023 | 942.613     | 1.006.805   | 93,6        | 486        | 300        | 186        | 1.939                     | 162     | 255       | 495       | 405        |